# Champara
Champara ou Champará é uma montanha no norte da Cordillera Blanca, na Cordilheira dos Andes, e localizado no Peru. Atinge a altitude de 5 735 metros (18 816 pé). Fica situado no distrito de Yuracmarca, província de Huaylas, na região de Ancash. O Champara fica a sudeste do Quyllurqucha.